# Aneilema grandibracteolatum
Aneilema grandibracteolatum är en himmelsblomsväxtart som beskrevs av Robert Bruce Faden. Aneilema grandibracteolatum ingår i släktet Aneilema och familjen himmelsblomsväxter. Inga underarter finns listade.